# Hrabstwo Nelson (Kentucky)
Hrabstwo Nelson – hrabstwo w USA, w stanie Kentucky. Według danych z 2010 roku, hrabstwo zamieszkiwało 43437 osób. Siedzibą hrabstwa jest Bardstown.

## Miasta
- Bardstown
- Bloomfield
- Fairfield
- New Haven

## CDP
- Boston
- Chaplin
- New Hope